# Compete.com
Compete — американский сервис по интернет-аналитике, публикующий результаты для примерно 1 000 000 сайтов в США. В отличие от Alexa Internet, информация для других стран не предоставляется. Сайт закрыт 31 декабря 2016 года.